# Eleições estaduais em Sergipe em 2018
As eleições estaduais em Sergipe em 2018 foram realizadas em 7 de outubro (primeiro turno) e 28 de outubro (segundo turno), como parte das eleições gerais no Brasil. Os sergipanos aptos a votar elegeram seus representantes na seguinte proporção: oito deputados federais, dois senadores, vinte e quatro deputados estaduais e o governador do estado para o mandato de 1° de janeiro de 2019 a 31 de dezembro de 2022. No pleito realizado em 7 de outubro, o atual governador candidato à reeleição Belivaldo Chagas do PSD, recebeu 403.252 votos (40,84% dos votos válidos), sendo o segundo colocado o deputado federal Valadares Filho, do PSB, que recebeu 212.169 votos (21,49% dos votos válidos). De acordo com a legislação, como nenhum dos candidatos atingiram mais de 50% dos votos válidos, realizou-se um segundo turno em 28 de outubro, onde Belivaldo Chagas foi eleito governador do estado de Sergipe, com 679.051 votos (64,72% dos votos válidos), enquanto Valadares Filho, recebeu 370.161 (35,28% dos votos válidos). Para a representação de Sergipe no Senado Federal, foram eleitos o estreante na política Delegado Alessandro Vieira, da REDE (474.449 votos, 25,95% dos votos válidos) e o ex-deputado federal Rogério Carvalho, do PT (300.247 votos, 16,42% dos votos válidos).

## Regras

### Governador e vice-governador
No geral, as regras para as eleições presidenciais também se aplicam às estaduais. Isto é, as eleições têm dois turnos; se nenhum dos candidatos alcançar maioria absoluta dos votos válidos, um segundo turno entre os dois mais votados acontece.

### Senador
Conforme rodízio previsto para as eleições para o Senado, em 2018, duas vagas para cada UF seria disputada para o mandato de 8 anos. Os 2 candidatos mais votados exercerão o mandato entre 2019 e 2026. Nas eleições legislativas, não há segundo turno.

## Candidatos

### Candidatos a governador do estado
Nove candidatos disputaram o governo de Sergipe:
- Belivaldo Chagas (PSD): O PSD confirmou em convenção realizada no dia 5 de agosto, em Aracaju, a escolha de Belivaldo Chagas como candidato ao governo de Sergipe.[7] A candidata a vice é Eliane Aquino (PT) viúva do ex-governador Marcelo Déda, que atualmente ocupa o cargo de vice-prefeita de Aracaju e foi Secretária Municipal de Assistência Social da capital. Belivaldo Chagas é defensor público aposentado e exerceu o cargo de vice-governador do estado por dois mandatos. Foi deputado estadual por quatro legislaturas e ocupou o cargo de secretário da Casa Civil e da Educação, entre outras funções públicas. Assumiu o governo do estado em 7 de abril de 2018, após a renúncia de Jackson Barreto, que deixou o cargo a fim de concorrer ao Senado.[8]
- Dr. Emerson (REDE): O partido REDE definiu, em 29 de julho, Dr. Emerson como candidato ao governo de Sergipe durante convenção partidária realizada neste domingo (29) na Assembleia Legislativa de Sergipe, no Centro de Aracaju (SE). O candidato a vice é o vereador de Aracaju Américo de Deus, do mesmo partido.[9] Emerson Ferreira da Costa é médico, professor e radialista. Ele foi vereador de Aracaju por dois mandatos, candidato a deputado federal em 2014 e a prefeito de Aracaju em 2016.
- Eduardo Amorim (PSDB): O PSDB confirmou em convenção realizada no dia 3 de agosto, em Aracaju, a escolha de Eduardo Amorim como candidato ao governo de Sergipe. O candidato a vice é o político do Partido Republicano Brasileiro (PRB) é o ex-prefeito da cidade de Estância, Ivan Leite.[10] Eduardo Amorim é médico, bacharel em direito e jornalista. Já foi secretário de governo, deputado federal, disputou o governo de Sergipe em 2014 e atualmente é senador da república.
- Gilvani Santos (PSTU): O PSTU confirmou em convenção realizada no dia 3 de agosto, em Aracaju, a escolha de Gilvani Santos como candidata ao governo de Sergipe. O candidato a vice Djenal Prado, do mesmo partido.[11] Gilvani Santos é formada em história, operária e dirigente do Sindicato dos Petroleiros (Sindipetro AL/SE). Ela concorre a um cargo político pela primeira vez.
- João Tarantella/Eduardo Cassini (PSL): O PSL, em convenção realizada no dia 4 de agosto, foi decidida a candidatura do empresário e comerciante João Paes da Costa, mais conhecido como João Tarantella. O candidato a vice é o político Hélio Rubens, também do PSL.[12] João Tarantella nunca ocupou nenhum cargo político. Ele foi candidato ao cargo de prefeito de Aracaju no ano de 2016. A pedido do Ministério Público Eleitoral, o Tribunal Regional Eleitoral de Sergipe (TRE/SE), em 4 de setembro indeferiu a candidatura de João Tarantella ao governo do estado.[13] No dia 18 de setembro, o TRE-SE autorizou a substituição dos candidatos aos cargos de governador e vice-governador, sendo estes, respectivamente, Eduardo Cassini e Everton Rodrigues.[14]
- Márcio Souza (PSOL): O PSOL confirmou em convenção realizada no dia 26 de julho, em Aracaju, a escolha do nome de Márcio Souza como candidato ao governo de Sergipe. A candidata a vice é a servidora municipal Simone Rocha.[15] Ele é formado em economia e é policial militar de Sergipe. E concorreu ao cargo de prefeito de Estância em 2016.
- Mendonça Prado (DEM): O DEM confirmou em convenção realizada no dia 5 de agosto, em Aracaju, a escolha de Mendonça Prado como candidato ao governo de Sergipe. O candidato a vice é o político Jorge Husec, do mesmo partido.[16] Mendonça Prado é advogado e exerceu por três vezes a função de vereador de Aracaju, uma vez a de deputado estadual e três mandatos de deputado federal. Já foi secretário da Segurança Pública do Estado de Sergipe e diretor-presidente da Empresa Municipal de Serviços Urbanos (Emsurb) de Aracaju.
- Milton Andrade (PMN): O PMN confirmou em convenção realizada no dia 5 de agosto, em Aracaju, a escolha de Milton Andrade como candidato ao governo de Sergipe. A candidata a vice é a empresária e bacharel em direito Rafaela Soares, do mesmo partido.[17] Milton Andrade é advogado e empresário. E foi secretário-adjunto da Secretaria da Juventude e Esporte da Prefeitura de Aracaju.
- Valadares Filho (PSB): O PSB confirmou em convenção realizada no dia 3 de agosto, em Aracaju, a escolha de Valadares Filho como candidato ao governo de Sergipe. A candidata a vice é a deputada estadual do PDT, Silvia Fontes.[18] Valadares Filho é bacharel em administração e está no terceiro mandato de deputado federal. E já disputou duas eleições para prefeito de Aracaju, nos anos de 2012 e 2016.

| Governador(a)    | Governador(a) | Governador(a) | Cargo político anterior                  | Vice-governador(a)  | Vice-governador(a) | Vice-governador(a) | Coligação                                                      | Número eleitoral | Tempo de horário eleitoral |
| Candidato        | Partido       | Partido       | Cargo político anterior                  | Candidato           | Partido            | Partido            | Coligação                                                      | Número eleitoral | Tempo de horário eleitoral |
| Belivaldo Chagas |               | PSD           | Governador de Sergipe (2018-2023)        | Eliane Aquino       |                    | PT                 | Pra Sergipe Avançar PSD, PT, PCdoB, MDB, PP, DC, PHS           | 55               | 3min40s                    |
| Dr. Emerson      |               | REDE          | Vereador de Aracaju (2009-2016)          | Américo de Deus     |                    | REDE               | Sem coligação                                                  | 18               | 7s                         |
| Eduardo Amorim   |               | PSDB          | Senador por Sergipe (2011-2019)          | Ivan Leite          |                    | PRB                | Coragem Para Mudar Sergipe PSDB, PRB, PSC, PR, SD, PTC, PPS    | 45               | 2min27s                    |
| Eduardo Cassini  |               | PSL           | Sem cargo político anterior              | Everton Rodrigues   |                    | PSL                | Sem coligação                                                  | 17               | 6s                         |
| Gilvani Santos   |               | PSTU          | Sem cargo político anterior              | Djenal Prado        |                    | PSTU               | Sem coligação                                                  | 16               | 6s                         |
| Márcio Souza     |               | PSOL          | Sem cargo político anterior              | Simone Rocha        |                    | PSOL               | Sem coligação                                                  | 50               | 10s                        |
| Mendonça Prado   |               | DEM           | Deputado federal por Sergipe (2003-2015) | Coronel Jorge Husek |                    | DEM                | Dignidade Para o Povo DEM, PV, PRTB                            | 25               | 34s                        |
| Milton Andrade   |               | PMN           | Sem cargo político anterior              | Rafaella Soares     |                    | PMN                | Uma Nova História Para Sergipe PMN, PATRI                      | 33               | 10s                        |
| Valadares Filho  |               | PSB           | Deputado federal por Sergipe (2007-2018) | Sílvia Fontes       |                    | PDT                | Um Novo Governo Para Nossa Gente PSB, PDT, PPL, PROS, PTB, PRP | 40               | 1min34s                    |

#### Candidaturas indeferidas
| Governador(a)   | Governador(a) | Governador(a) | Cargo político anterior     | Vice-governador(a) | Vice-governador(a) | Vice-governador(a) | Coligação/ Federação | Número eleitoral | Tempo de horário eleitoral |
| Candidato       | Partido       | Partido       | Cargo político anterior     | Candidato          | Partido            | Partido            | Coligação/ Federação | Número eleitoral | Tempo de horário eleitoral |
| João Tarantella |               | PSL           | Sem cargo político anterior | Hélio Rubens       |                    | PSL                | Sem coligação        | 17               | 6s                         |

### Candidatos ao Senado Federal
14 candidaturas foram confirmadas para a representação de Sergipe no Senado Federal.
- Adelson Alves (PATRI): Teve sua candidatura indeferida.[21]
- André Moura (PSC): André Moura (PSC) foi confirmado como candidato ao Senado da República. André atualmente é líder do governo na Câmara dos Deputados e exerceu o cargo de prefeito do município de Pirambu (SE) por dois mandatos. Ele também já foi deputado Estadual e Secretário de Estado, entre outras funções públicas.
- Antônio Carlos Valadares (PSB): Antônio Carlos Valadares é senador por três mandatos e candidato a reeleição pelo PSB. Em 1967 foi prefeito da cidade de Simão Dias, três anos depois foi eleito deputado federal, reeleito em 1974. Valadares foi eleito governador de Sergipe em 1986.
- Betinho dos Santos (PMB): Teve sua candidatura indeferida.
- Cadu Silva (PSL): Cadu Silva é empresário e é o candidato do PSL ao Senado. Em 2010, disputou as eleições para o cargo de deputado federal e, em 2016, se candidatou para vereador; nas duas eleições, ele ficou como suplente. É a primeira vez que ele se candidata ao Senado.
- Clarkson Messias (PSTU): Clarckson Messias é o candidato do PSTU ao Senado. Ele é petroleiro e é a primeira vez que se candidata a um cargo público.
- Alessandro Vieira (REDE): Alessandro Vieira é o candidato do REDE ao Senado. Ele é gaúcho e tem 43 anos. É delegado civil e é a primeira vez que ele se candidata para um cargo público.
- Henri Clay (PPL): Henri Clay Andrade é candidato ao Senado pela primeira vez, pelo PPL. Ele é graduado em Direito pela Universidade Tiradentes e é pós-graduado em Direito Processual pela Universidade Federal de Sergipe. Ele é presidente da OAB/SE.
- Jackson Barreto (MDB): Jackson Barreto é ex-governador de Sergipe e é candidato ao Senado pelo MDB. Foi eleito vereador em 1972, em Aracaju. Eleito também deputado estadual em 1974 e federal em 1978. Também foi prefeito de Aracaju. Em 2013, com a morte de Marcelo Déda, Jackson assumiu o governo sergipano até 2014, onde se reelegeu. Em 6 de abril, Jackson renunciou ao cargo de governador visando sua candidatura ao Senado.
- Pastor Heleno (PRB): Heleno Silva, pastor evangélico, é candidato ao Senado da República pelo PRB. Foi eleito deputado federal em 2002, cumprindo o mandato entre 2003 e 2007, ano em que se filiou ao Partido Republicano Brasileiro (PRB). Em 2011, voltou à Câmara dos Deputados, mas renunciou ao mandato de deputado federal para assumir o cargo de prefeito do município de Canindé de São Francisco em 2013.
- Jossimário Mick (PSOL): Jossimário Mick é o candidato do PSOL ao Senado. Ele é professor do ensino médio e é a primeira vez que concorre a um cargo público.
- Sônia Meire (PSOL): O PSOL também confirmou a candidatura de Sônia Meire ao Senado. Ela tem 55 anos e é professora universitária. Sônia disputou as eleições para o governo do estado de Sergipe em 2014, para a prefeitura de Aracaju em 2016 e concorre pela primeira vez ao Senado.
- Reynaldo Nunes (PV): Natural de Itabaiana (PB), Reynaldo Nunes tem 52 anos e é candidato ao Senado pelo PV. Ele é formado em Engenharia Civil pela Universidade Federal de Sergipe. Foi candidato a deputado estadual e a prefeito de Aracaju. Reynaldo exerceu o cargo de Secretário de Estado do Meio Ambiente e foi presidente da ADEMA.
- Rogério Carvalho (PT): O PT confirmou a candidatura de Rogério Carvalho ao Senado da República. Entre 2001 e 2006 ocupou o cargo de Secretário de Saúde de Aracaju e do estado de Sergipe. Foi eleito deputado estadual em 2006 e federal em 2010. É a segunda vez que ele se candidata ao Senado.

| Senador                  | Senador                          | Senador | Cargo político anterior                          | Suplentes                                | Suplentes | Suplentes | Coligação                                                      | Número eleitoral | Tempo de horário eleitoral |
| Candidato                | Partido                          | Partido | Cargo político anterior                          | Candidatos                               | Partido   | Partido   | Coligação                                                      | Número eleitoral | Tempo de horário eleitoral |
| Alessandro Vieira        |                                  | REDE    | Sem cargo político anterior                      | 1° suplente: Fernando Carvalho           |           | REDE      | Sem coligação                                                  | 181              | 0min0s                     |
| Alessandro Vieira        | 2ª suplente: Major Ildomário     | REDE    | Sem cargo político anterior                      |                                          |           | REDE      | Sem coligação                                                  | 181              | 0min0s                     |
| André Moura              |                                  | PSC     | Deputado federal por Sergipe (2011-2019)         | 1° suplente: Luzia de Aguinaldo de Verso |           | PPS       | Coragem Para Mudar Sergipe PSDB, PRB, PSC, PR, SD, PTC, PPS    | 200              | 0min0s                     |
| André Moura              | 2ª suplente: Fernando Noronha    | PSC     | Deputado federal por Sergipe (2011-2019)         |                                          |           | PPS       | Coragem Para Mudar Sergipe PSDB, PRB, PSC, PR, SD, PTC, PPS    | 200              | 0min0s                     |
| Antônio Carlos Valadares |                                  | PSB     | Senador por Sergipe (1995-2018)                  | 1° suplente: Cris Teixeira               |           | PTB       | Um Novo Governo Para Nossa Gente PSB, PDT, PPL, PROS, PTB, PRP | 404              | 0min0s                     |
| Antônio Carlos Valadares | 2° suplente: Elber Batalha       | PSB     | Senador por Sergipe (1995-2018)                  |                                          | PSB       |           | Um Novo Governo Para Nossa Gente PSB, PDT, PPL, PROS, PTB, PRP | 404              | 0min0s                     |
| Cadu Silva               |                                  | PSL     | Sem cargo político anterior                      | 1° suplente: José Alberto                |           | PSL       | Sem coligação                                                  | 177              | 0min0s                     |
| Cadu Silva               | 2ª suplente: Luiz Carlos Barreto | PSL     | Sem cargo político anterior                      |                                          |           | PSL       | Sem coligação                                                  | 177              | 0min0s                     |
| Clarckson Messias        |                                  | PSTU    | Sem cargo político anterior                      | 1° suplente: Carlos dos Santos           |           | PSTU      | Sem coligação                                                  | 161              | 0min0s                     |
| Clarckson Messias        | 2ª suplente: Vitor Hugo          | PSTU    | Sem cargo político anterior                      |                                          |           | PSTU      | Sem coligação                                                  | 161              | 0min0s                     |
| Henri Clay               |                                  | PPL     | Sem cargo político anterior                      | 1° suplente: Marcos Cruz                 |           | PSB       | Um Novo Governo Para Nossa Gente PSB, PDT, PPL, PROS, PTB, PRP | 540              | 0min0s                     |
| Henri Clay               | 2ª suplente: José Orlando Melo   | PPL     | Sem cargo político anterior                      |                                          |           | PSB       | Um Novo Governo Para Nossa Gente PSB, PDT, PPL, PROS, PTB, PRP | 540              | 0min0s                     |
| Jackson Barreto          |                                  | MDB     | Governador de Sergipe (2013-2018)                | 1° suplente: Sérgio Gama                 |           | MDB       | Pra Sergipe Avançar PSD, PT, PCdoB, MDB, PP, DC, PHS           | 155              | 0min0s                     |
| Jackson Barreto          | 2° suplente: Alexandre Filadelfo | MDB     | Governador de Sergipe (2013-2018)                |                                          |           | MDB       | Pra Sergipe Avançar PSD, PT, PCdoB, MDB, PP, DC, PHS           | 155              | 0min0s                     |
| Jossimário Mick          |                                  | PSOL    | Sem cargo político anterior                      | 1° suplente: Ana Cristina                |           | PSOL      | Sem coligação                                                  | 505              | 0min0s                     |
| Jossimário Mick          | 2ª suplente: Bispo Antônio       | PSOL    | Sem cargo político anterior                      |                                          |           | PSOL      | Sem coligação                                                  | 505              | 0min0s                     |
| Pastor Heleno            |                                  | PRB     | Prefeito de Canindé de São Francisco (2013-2016) | 1° suplente: Adailton Souza              |           | PR        | Coragem Para Mudar Sergipe PSDB, PRB, PSC, PR, SD, PTC, PPS    | 100              | 0min0s                     |
| Pastor Heleno            | 2° suplente: Pastora Salete      | PRB     | Prefeito de Canindé de São Francisco (2013-2016) |                                          | PRB       |           | Coragem Para Mudar Sergipe PSDB, PRB, PSC, PR, SD, PTC, PPS    | 100              | 0min0s                     |
| Professora Sônia Meire   |                                  | PSOL    | Sem cargo político anterior                      | 1° suplente: Adelmo Torres               |           | PSOL      | Sem coligação                                                  | 500              | 0min0s                     |
| Professora Sônia Meire   | 2ª suplente: Bado Artes          | PSOL    | Sem cargo político anterior                      |                                          |           | PSOL      | Sem coligação                                                  | 500              | 0min0s                     |
| Reynaldo Nunes           |                                  | PV      | Sem cargo político anterior                      | 1° suplente: Wagner Barreto              |           | DEM       | Dignidade Para o Povo DEM, PV, PRTB                            | 433              | 0min0s                     |
| Reynaldo Nunes           | 2ª suplente: Saulo Mendonça      | PV      | Sem cargo político anterior                      |                                          |           | DEM       | Dignidade Para o Povo DEM, PV, PRTB                            | 433              | 0min0s                     |
| Rogério Carvalho         |                                  | PT      | Deputado federal por Sergipe (2011-2015)         | 1° suplente: Jorge Mitidieri             |           | PSD       | Pra Sergipe Avançar PSD, PT, PCdoB, MDB, PP, DC, PHS           | 131              | 0min0s                     |
| Rogério Carvalho         | 2ª suplente: Maria da Taiçoca    | PT      | Deputado federal por Sergipe (2011-2015)         |                                          |           | PSD       | Pra Sergipe Avançar PSD, PT, PCdoB, MDB, PP, DC, PHS           | 131              | 0min0s                     |

#### Candidaturas indefereridas
| Senador            | Senador                   | Senador | Cargo político anterior     | Suplentes                  | Suplentes | Suplentes | Coligação                                 | Número eleitoral | Tempo de horário eleitoral |
| Candidato          | Partido                   | Partido | Cargo político anterior     | Candidatos                 | Partido   | Partido   | Coligação                                 | Número eleitoral | Tempo de horário eleitoral |
| Adelson Alves      |                           | PATRI   | Sem cargo político anterior | 1° suplente: Cássio Júnior |           | PMN       | Uma Nova História Para Sergipe PMN, PATRI | 510              | 0min0s                     |
| Adelson Alves      | 2° suplente: Maria José   | PATRI   | Sem cargo político anterior |                            | PATRI     |           | Uma Nova História Para Sergipe PMN, PATRI | 510              | 0min0s                     |
| Betinho dos Santos |                           | PMB     | Sem cargo político anterior | 1° suplente: Maria Olivia  |           | PMB       | Sem coligação                             | 350              | 0min0s                     |
| Betinho dos Santos | 2ª suplente: Maria Eliana | PMB     | Sem cargo político anterior |                            |           | PMB       | Sem coligação                             | 350              | 0min0s                     |

## Pesquisas de intenção de voto

### Governador do Estado - 1º turno

#### Intenção de voto
| Período da pesquisa | Instituto             | Margem de erro | Candidato             | Candidato             | Candidato              | Candidato          | Candidato            | Candidato                               | Candidato           | Candidato            | Candidato             | Brancos e Nulos | Não sabe |
| Período da pesquisa | Instituto             | Margem de erro | Valadares Filho (PSB) | Eduardo Amorim (PSDB) | Belivaldo Chagas (PSD) | Dr. Emerson (REDE) | Mendonça Prado (DEM) | João Tarantella / Eduardo Cassini (PSL) | Márcio Souza (PSOL) | Milton Andrade (PMN) | Gilvani Santos (PSTU) | Brancos e Nulos | Não sabe |
| ------------------- | --------------------- | -------------- | --------------------- | --------------------- | ---------------------- | ------------------ | -------------------- | --------------------------------------- | ------------------- | -------------------- | --------------------- | --------------- | -------- |
| 14 a 16/08/2018     | Ibope                 | ±3%            | 23%                   | 17%                   | 12%                    | 5%                 | 3%                   | 1%                                      | 1%                  | 1%                   | 0%                    | 28%             | 9%       |
| 17 a 19/09/2018     | Ibope                 | ±3%            | 21%                   | 20%                   | 17%                    | 3%                 | 2%                   | 2%                                      | 1%                  | 1%                   | 1%                    | 23%             | 9%       |
| 04 a 06/10/2018     | Ibope                 | ±3%            | 29%                   | 17%                   | 28%                    | 2%                 | 2%                   | 3%                                      | 2%                  | 2%                   | 1%                    | 9%              | 5%       |
| 04 a 06/10/2018     | Ibope (Votos válidos) | ±3%            | 34%                   | 20%                   | 33%                    | 3%                 | 2%                   | 3%                                      | 2%                  | 2%                   | 1%                    | —               | —        |

#### Rejeição
Também foram feitas pesquisas medindo a taxa de rejeição (o eleitor deve dizer em qual dos candidatos não votaria de jeito nenhum). Os entrevistados podem citar mais de um candidato, por isso, os resultados somam mais de 100%.
| Período da pesquisa | Instituto | Candidato             | Candidato             | Candidato              | Candidato          | Candidato            | Candidato                               | Candidato           | Candidato            | Candidato             | Poderia votar em todos | Não sabe |
| Período da pesquisa | Instituto | Valadares Filho (PSB) | Eduardo Amorim (PSDB) | Belivaldo Chagas (PSD) | Dr. Emerson (REDE) | Mendonça Prado (DEM) | João Tarantella / Eduardo Cassini (PSL) | Márcio Souza (PSOL) | Milton Andrade (PMN) | Gilvani Santos (PSTU) | Poderia votar em todos | Não sabe |
| ------------------- | --------- | --------------------- | --------------------- | ---------------------- | ------------------ | -------------------- | --------------------------------------- | ------------------- | -------------------- | --------------------- | ---------------------- | -------- |
| 14 a 16/08/2018     | Ibope     | 24%                   | 36%                   | 22%                    | 11%                | 23%                  | 17%                                     | 11%                 | 11%                  | 10%                   | 4%                     | 19%      |
| 17 a 19/09/2018     | Ibope     | 26%                   | 31%                   | 26%                    | 17%                | 25%                  | 23%                                     | 19%                 | 18%                  | 17%                   | 7%                     | 15%      |
| 04 a 06/10/2018     | Ibope     | 19%                   | 28%                   | 21%                    | 9%                 | 18%                  | 8%                                      | 9%                  | 11%                  | 10%                   |                        |          |

#### Simulações de 2º turno
| Período da pesquisa | Instituto | Margem de erro | Candidato             | Candidato             | Brancos e nulos | Não sabe |
| Período da pesquisa | Instituto | Margem de erro | Valadares Filho (PSB) | Eduardo Amorim (PSDB) | Brancos e nulos | Não sabe |
| ------------------- | --------- | -------------- | --------------------- | --------------------- | --------------- | -------- |
| 17 a 19/09/2018     | Ibope     | ±3             | 37%                   | 29%                   | 27%             | 7%       |
| 04 a 06/10/2018     | Ibope     | ±3             | 43%                   | 30%                   | 20%             | 7%       |

| Período da pesquisa | Instituto | Margem de erro | Candidato              | Candidato             | Brancos e nulos | Não sabe |
| Período da pesquisa | Instituto | Margem de erro | Belivaldo Chagas (PSD) | Eduardo Amorim (PSDB) | Brancos e nulos | Não sabe |
| ------------------- | --------- | -------------- | ---------------------- | --------------------- | --------------- | -------- |
| 17 a 19/09/2018     | Ibope     | ±3             | 35%                    | 33%                   | 25%             | 7%       |
| 04 a 06/10/2018     | Ibope     | ±3             | 40%                    | 34%                   | 18%             | 8%       |

| Período da pesquisa | Instituto | Margem de erro | Candidato              | Candidato             | Brancos e nulos | Não sabe |
| Período da pesquisa | Instituto | Margem de erro | Belivaldo Chagas (PSD) | Valadares Filho (PSB) | Brancos e nulos | Não sabe |
| ------------------- | --------- | -------------- | ---------------------- | --------------------- | --------------- | -------- |
| 17 a 19/09/2018     | Ibope     | ±3             | 29%                    | 42%                   | 23%             | 6%       |
| 04 a 06/10/2018     | Ibope     | ±3             | 36%                    | 42%                   | 16%             | 7%       |

### Governador do Estado - 2º turno

#### Intenção de voto
| Período da pesquisa | Instituto             | Margem de erro | Candidato              | Candidato             | Brancos e nulos | Não sabe |
| Período da pesquisa | Instituto             | Margem de erro | Belivaldo Chagas (PSD) | Valadares Filho (PSB) | Brancos e nulos | Não sabe |
| ------------------- | --------------------- | -------------- | ---------------------- | --------------------- | --------------- | -------- |
| 15 a 17/10/2018     | Ibope                 | ±3             | 50%                    | 36%                   | 10%             | 4%       |
| 15 a 17/10/2018     | Ibope (Votos válidos) | ±3             | 58%                    | 42%                   | —               | —        |
| 26 a 27/10/2018     | Ibope                 | ±3             | 54%                    | 35%                   | 8%              | 3%       |
| 26 a 27/10/2018     | Ibope (Votos válidos) | ±3             | 61%                    | 39%                   | —               | —        |

#### Potencial de voto e rejeição
A pesquisa também apontou o potencial de voto e rejeição para governador. O instituto perguntou: “Para cada um dos candidatos a Governador do Sergipe que eu citar, gostaria que o(a) sr(a) me dissesse qual destas frases melhor descreve a sua opinião sobre ele”.
| Período da pesquisa | Instituto | Com certeza votaria nele | Com certeza votaria nele | Poderia votar nele     | Poderia votar nele    | Não votaria de jeito nenhum | Não votaria de jeito nenhum | Não o conhece para opinar | Não o conhece para opinar | Não sabem              | Não sabem             |
| Período da pesquisa | Instituto | Belivaldo Chagas (PSD)   | Valadares Filho (PSB)    | Belivaldo Chagas (PSD) | Valadares Filho (PSB) | Belivaldo Chagas (PSD)      | Valadares Filho (PSB)       | Belivaldo Chagas (PSD)    | Valadares Filho (PSB)     | Belivaldo Chagas (PSD) | Valadares Filho (PSB) |
| ------------------- | --------- | ------------------------ | ------------------------ | ---------------------- | --------------------- | --------------------------- | --------------------------- | ------------------------- | ------------------------- | ---------------------- | --------------------- |
| 15 a 17/10/2018     | Ibope     | 36%                      | 28%                      | 17%                    | 17%                   | 27%                         | 33%                         | 18%                       | 20%                       | 2%                     | 2%                    |
| 26 a 27/10/2018     | Ibope     | 42%                      | 23%                      | 15%                    | 16%                   | 23%                         | 38%                         | 17%                       | 21%                       | 3%                     | 3%                    |

### Senado Federal
Levando em conta que para o senado o eleitor irá votar duas vezes, as pesquisas possuem um universo de 200%
| Período da pesquisa | Instituto             | Margem de erro | Candidato       | Candidato         | Candidato             | Candidato           | Candidato             | Candidato                  | Candidato          | Candidato        | Candidato                   | Candidato             | Candidato        | Candidato           | Candidato                | Brancos e Nulos (vaga 1) | Brancos e Nulos (vaga 2) | Não sabe |
| Período da pesquisa | Instituto             | Margem de erro | Valadares (PSB) | André Moura (PSC) | Jackson Barreto (MDB) | Pastor Heleno (PRB) | Rogério Carvalho (PT) | Delegado Alessandro (REDE) | Sônia Meire (PSOL) | Henry Clay (PPL) | Professor Jossimário (PSOL) | Adelson Alves (PATRI) | Cadu Silva (PSL) | Reynaldo Nunes (PV) | Clarckson Messias (PSTU) | Brancos e Nulos (vaga 1) | Brancos e Nulos (vaga 2) | Não sabe |
| ------------------- | --------------------- | -------------- | --------------- | ----------------- | --------------------- | ------------------- | --------------------- | -------------------------- | ------------------ | ---------------- | --------------------------- | --------------------- | ---------------- | ------------------- | ------------------------ | ------------------------ | ------------------------ | -------- |
| 14 a 16/08/2018     | Ibope                 | ±3%            | 28%             | 21%               | 16%                   | 7%                  | 12%                   | 7%                         | 9%                 | 2%               | 4%                          | 3%                    | 2%               | 2%                  | 1%                       | 27%                      | 36%                      | 24%      |
| 17 a 19/09/2018     | Ibope                 | ±3%            | 26%             | 21%               | 18%                   | 15%                 | 12%                   | 10%                        | 5%                 | 4%               | 2%                          | 2%                    | 1%               | 1%                  | 0%                       | 23%                      | 34%                      | 26%      |
| 04 a 06/10/2018     | Ibope                 | ±3%            | 29%             | 26%               | 18%                   | 18%                 | 16%                   | 20%                        | 6%                 | 8%               | 1%                          | —                     | 3%               | 2%                  | 1%                       | 12%                      | 23%                      | 16%      |
| 04 a 06/10/2018     | Ibope (Votos válidos) | ±3%            | 20%             | 18%               | 12%                   | 12%                 | 11%                   | 13%                        | 4%                 | 6%               | 1%                          | —                     | 2%               | 1%                  | 1%                       | —                        | —                        | —        |

## Debates na TV

### Governador - 1º turno
| Data         | Organizadores | Mediador     | Belivaldo Chagas (PSD) | Eduardo Amorim (PSDB) | Valadares Filho (PSB) | Mendonça Prado (DEM) | Márcio Souza (PSOL) | Dr. Emerson (REDE) | Gilvani Santos (PSTU) | Eduardo Cassini (PSL) | Milton Andrade (PMN) |
| ------------ | ------------- | ------------ | ---------------------- | --------------------- | --------------------- | -------------------- | ------------------- | ------------------ | --------------------- | --------------------- | -------------------- |
| 2 de outubro | TV Sergipe G1 | Susane Vidal | Presente               | Presente              | Presente              | Presente             | Presente            | Não convidado      | Não convidado         | Presente              | Presente             |

### Governador - 2º turno
| Data          | Organizadores | Mediador                                    | Belivaldo Chagas (PSD) | Valadares Filho (PSB) |
| ------------- | ------------- | ------------------------------------------- | ---------------------- | --------------------- |
| 23 de outubro | TV Atalaia    | Diego Barros, Amália Rhoeder, Gilvan Fontes | Presente               | Presente              |
| 25 de outubro | TV Sergipe G1 | Susane Vidal                                | Presente               | Presente              |

## Resultados da eleição
Segundo os dados do Tribunal Superior Eleitoral, no estado de Sergipe, 1.279.582 eleitores (81,17% do eleitorado) compareceram às urnas no primeiro turno das eleições (7 de outubro) e 296.770 eleitores (18,83% do eleitorado) se abstiveram de votar. No segundo turno (28 de outubro), 1.264.065 eleitores (80,19% do eleitorado) compareceram às urnas, enquanto 312.355 eleitores (19,81% do eleitorado) se abstiveram.

### Governador

#### Primeiro turno
Conforme dados do Tribunal Superior Eleitoral, foram apurados 987.285 votos válidos (77,16%), 63.994 votos em branco (5%) e 228.303 votos nulos (12,65̥%), resultando no comparecimento de 1.279.582 eleitores.
| Candidato(a)         | Votos   | Porcentagem |
| -------------------- | ------- | ----------- |
| Belivaldo Chagas PSD | 403.252 | 40,84%      |
| Valadares Filho PSB  | 212.169 | 21,49%      |
| Eduardo Amorim PSDB  | 202.349 | 20,50%      |
| Dr. Emerson REDE     | 69.407  | 7,03%       |
| Milton Andrade PMN   | 35.111  | 3,56%       |
| Eduardo Cassini PSL  | 32.326  | 3,27%       |
| Márcio Souza PSOL    | 15.588  | 1,58%       |
| Mendonça Prado DEM   | 12.280  | 1,24%       |
| Gilvani Santos PSTU  | 4.803   | 0,49%       |

| Partido | Partido | Candidato | Votos   | Votos (%) |
| ------- | ------- | --------- | ------- | --------- |
|         | PSD     | Belivaldo | 403 252 | 40,84%    |
|         | PSB     | Valadares | 212 169 | 21,49%    |
|         | PSDB    | Amorim    | 202 349 | 20,5%     |
|         | REDE    | Emerson   | 69 407  | 7,03%     |
|         | PMN     | Andrade   | 35 111  | 3,56%     |
|         | PSL     | Cassini   | 32 326  | 3,27%     |
|         | PSOL    | Márcio    | 15 588  | 1,58%     |
|         | DEM     | Mendonça  | 12 280  | 1,24%     |
|         | PSTU    | Gilvani   | 4 803   | 0,49%     |
| Totais  | Totais  | Totais    | 987 285 |           |

#### Segundo turno
Conforme dados do Tribunal Superior Eleitoral, foram apurados 1.049.212 votos válidos (83%), 34.855 votos em branco (2,76%) e 179.998 votos nulos (14,24%), resultando no comparecimento de 1.264.065 eleitores.
| Candidato(a)         | Votos   | Porcentagem |
| -------------------- | ------- | ----------- |
| Belivaldo Chagas PSD | 679.051 | 64,72%      |
| Valadares Filho PSB  | 370.161 | 35,28%      |

| Partido | Partido | Candidato | Votos     | Votos (%) |
| ------- | ------- | --------- | --------- | --------- |
|         | PSD     | Belivaldo | 679 051   | 64,72%    |
|         | PSB     | Valadares | 370 161   | 35,28%    |
| Totais  | Totais  | Totais    | 1 049 212 |           |

### Senador
Conforme dados do Tribunal Superior Eleitoral, foram apurados 1.828.084 votos válidos (71,43%), 191.720 votos em branco (7,49%) e 539.360 votos nulos (21,08%), totalizando 2.559.164 votos dados pelos 1.279.582 eleitores comparecentes que, nesta eleição, tinham o direito de votar em dois senadores.
| Candidato(a)                 | Votos   | Porcentagem |
| ---------------------------- | ------- | ----------- |
| Alessandro Vieira REDE       | 474.449 | 25,95%      |
| Rogério Carvalho PT          | 300.247 | 16,42%      |
| André Moura PSC              | 251.213 | 13,74%      |
| Jackson Barreto MDB          | 204.677 | 11,20%      |
| Antônio Carlos Valadares PSB | 175.155 | 9,58%       |
| Pastor Heleno PRB            | 165.039 | 9,03%       |
| Henri Clay PPL               | 109.562 | 5,99%       |
| Sônia Meire PSOL             | 62.770  | 3,43%       |
| Cadu Silva PSL               | 43.215  | 2,36%       |
| Reynaldo Nunes PV            | 27.147  | 1,48%       |
| Jossimário Mick PSOL         | 11.650  | 0,64%       |
| Clarckson Messias PSTU       | 2.960   | 0,16%       |

| Partido | Partido | Candidato  | Votos     | Votos (%) |
| ------- | ------- | ---------- | --------- | --------- |
|         | REDE    | Alessandro | 474 449   | 25,95%    |
|         | PT      | Rogério    | 300 247   | 16,42%    |
|         | PSC     | André      | 251 213   | 13,74%    |
|         | MDB     | Jackson    | 204 677   | 11,2%     |
|         | PSB     | Valadares  | 175 155   | 9,58%     |
|         | PRB     | Heleno     | 165 039   | 9,03%     |
|         | PPL     | Henri      | 109 562   | 5,99%     |
|         | PSOL    | Sônia      | 62 770    | 3,43%     |
|         | PSL     | Cadu       | 43 215    | 2,36%     |
|         | PV      | Reynaldo   | 27 147    | 1,48%     |
|         | PSOL    | Jossimário | 11 650    | 0,64%     |
|         | PSTU    | Clarckson  | 2 960     | 0,16%     |
| Totais  | Totais  | Totais     | 1 828 084 |           |

### Deputados federais eleitos
Foram oito os deputados federais eleitos para a representação de Sergipe na Câmara dos Deputados. Conforme o Tribunal Superior Eleitoral, foram apurados 931.480 votos nominais (93,27%) e 67.189 votos de legenda (6,73%) resultando em 998.669 votos válidos. Esta quantidade de votos válidos (78,05%), somada aos 72.049 votos em branco (5,63%) e 208.864 votos nulos (16,32%), resultou no comparecimento de 1.279.582 eleitores.

Representação eleita
  PSD: 1
  PR: 1
  PT: 1
  MDB: 1
  PP: 1
  PDT: 1
  PSC: 1
  SD: 1

| Número | Deputados federais eleitos | Partido | Votação | Percentual | Cidade onde nasceu    | Unidade federativa |
| 5555   | Fábio Mitidieri            | PSD     | 102.899 | 10,3%      | Aracaju               | Sergipe            |
| 1111   | Laércio Oliveira           | PP      | 68.014  | 6,81%      | Recife                | Pernambuco         |
| 1515   | Fábio Reis                 | MDB     | 64.879  | 6,5%       | Lagarto               | Sergipe            |
| 7777   | Gustinho Ribeiro           | SD      | 64.132  | 6,42%      | Aracaju               | Sergipe            |
| 1311   | João Daniel                | PT      | 59.933  | 6%         | São Lourenço do Oeste | Santa Catarina     |
| 2233   | Bosco Costa                | PR      | 47.788  | 4,79%      | Itabaiana             | Sergipe            |
| 2090   | Valdevan Noventa           | PSC     | 45.472  | 4,55%      | Estância              | Sergipe            |
| 1212   | Fábio Henrique             | PDT     | 35.226  | 3,53%      | Simão Dias            | Sergipe            |

### Deputados estaduais eleitos
Foram eleitos vinte e quatro os deputados estaduais para a Assembleia Legislativa de Sergipe. Conforme o Tribunal Superior Eleitoral, foram apurados 1.008.884 votos nominais (92,83%) e 77.908 votos de legenda (7,17%) resultando em 1.086.792 votos válidos. Esta quantidade de votos válidos (84,93%), somada aos 60.607 votos em branco (4,74%) e 132.183 votos nulos (10,33%), resultou no comparecimento de 1.279.582 eleitores.

Representação eleita
  PSD: 4
  PSC: 4
  MDB: 3
  PR: 2
  PODE: 2
  PPS: 2
  PT: 2
  REDE: 2
  PSDB: 1
  PSB: 1
  PTB: 1

| Número | Deputados estaduais eleitos | Partido | Votação | Percentual | Cidade onde nasceu      | Unidade federativa |
| 22222  | Talysson de Valmir          | PR      | 42.046  | 3,87%      | Itabaiana               | Sergipe            |
| 55555  | Maisa Mitidieri             | PSD     | 35.707  | 3,29%      | Aracaju                 | Sergipe            |
| 55250  | Jeferson Andrade            | PSD     | 34.736  | 3,2%       | Aracaju                 | Sergipe            |
| 20222  | Gilmar Carvalho             | PSC     | 34.160  | 3,14%      | Itabaiana               | Sergipe            |
| 15015  | Luciano Bispo               | MDB     | 33.705  | 3,1%       | Itabaiana               | Sergipe            |
| 20000  | Ibrain Monteiro             | PSC     | 32.059  | 2,95%      | Lagarto                 | Sergipe            |
| 15555  | Zezinho Guimarães           | MDB     | 28.094  | 2,59%      | Aracaju                 | Sergipe            |
| 13900  | Iran Barbosa                | PT      | 26.961  | 2,48%      | Aracaju                 | Sergipe            |
| 20111  | Dr. Vanderbal               | PSC     | 26.054  | 2,4%       | Gararu                  | Sergipe            |
| 19000  | Zezinho Sobral              | PODE    | 25.764  | 2,37%      | Aracaju                 | Sergipe            |
| 22333  | Janier Mota                 | PR      | 25.731  | 2,37%      | Nossa Senhora da Glória | Sergipe            |
| 13300  | Francisco Gualberto         | PT      | 24.637  | 2,27%      | São Cristóvão           | Sergipe            |
| 18777  | Georgeo Passos              | REDE    | 23.355  | 2,15%      | Aracaju                 | Sergipe            |
| 15000  | Garibalde Mendonça          | MDB     | 22.819  | 2,1%       | Aracaju                 | Sergipe            |
| 55123  | Adailton Martins            | PSD     | 22.400  | 2,06%      | Aracaju                 | Sergipe            |
| 55333  | Goretti Reis                | PSD     | 21.306  | 1,96%      | Lagarto                 | Sergipe            |
| 19111  | Diná Almeida                | PODE    | 20.168  | 1,86%      | Tobias Barreto          | Sergipe            |
| 45555  | Maria Mendonça              | PSDB    | 19.102  | 1,76%      | Itabaiana               | Sergipe            |
| 23333  | Dilson de Agripino          | PPS     | 18.038  | 1,66%      | Itabaianinha            | Sergipe            |
| 18000  | Kitty Lima                  | REDE    | 18.008  | 1,66%      | Aracaju                 | Sergipe            |
| 40123  | Luciano Pimentel            | PSB     | 16.907  | 1,56%      | Brumado                 | Bahia              |
| 20123  | Capitão Samuel              | PSC     | 15.770  | 1,45%      | Malhador                | Sergipe            |
| 14123  | Rodrigo Valadares           | PTB     | 15.221  | 1,4%       | Aracaju                 | Sergipe            |
| 23456  | Dr. Samuel Carvalho         | PPS     | 14.216  | 1,31%      | Simplício Mendes        | Piauí              |